# Hœnheim
Hœnheim (/ø.naɪm/), localement parfois nommée Hoenheim, est une commune française située dans la circonscription administrative du Bas-Rhin et, depuis le 1er janvier 2021, dans le territoire de la collectivité européenne d'Alsace, en région Grand Est. Elle fait partie de la banlieue nord de Strasbourg.
Constituant la limite nord de la première couronne urbaine de l’agglomération strasbourgeoise, la commune s’étend sur 3,42 km2. Son centre se situe à environ 4 km au nord de celui de Strasbourg.
Avec 11 413 habitants au dernier recensement de 2022, Hœnheim représentait 2,5 % de la population de Strasbourg Eurométropole, venant ainsi en sixième position pour le poids démographique, au sein de la métropole.
La commune est classée trois fleurs au concours des villes et villages fleuris organisé en France pour promouvoir le développement des espaces verts dans les villes et deux libellules pour la démarche zéro pesticides et le souci « d’ajouter du vert au paysage quotidien ».

## Géographie

### Localisation

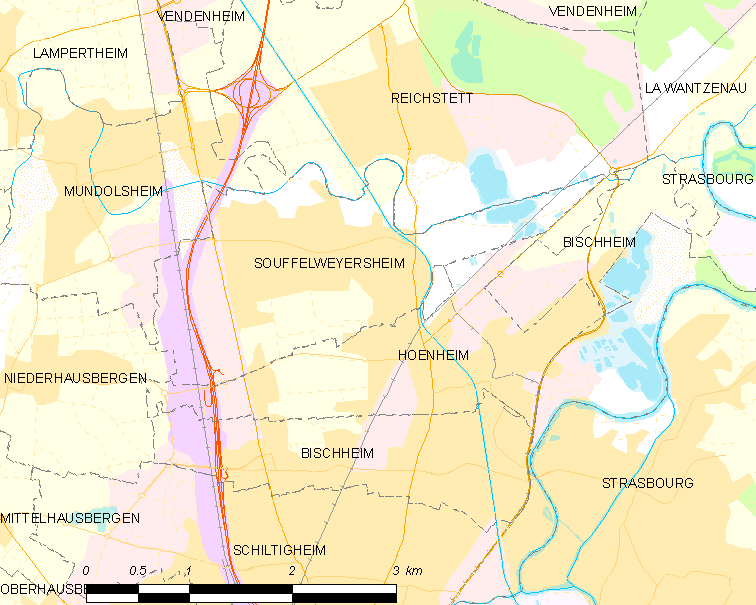
Plan de la commune.

Hœnheim est située à 4 km au nord de Strasbourg sur le canal de la Marne au Rhin et, de façon très réduite, sur les rivières l'Ill et La Souffel. Le territoire communal forme une bande allongée d’ouest en est de plus de 5 km de long pour une largeur variant de 400  à   1 500 m environ.
|                  | Souffelweyersheim | Reichstett, Bischheim (enclave) |
| Niederhausbergen | Hœnheim           | Schiltigheim                    |
|                  | Bischheim         |                                 |

Entre Hœnheim et Bischheim (à l'angle de la rue du Guirbaden et celle du Général-de-Gaulle) se situe une minuscule enclave de Schiltigheim.

### Géologie et relief
Son centre historique se situe sur une déclivité, partant à l'ouest d'un plateau à 143,76 m (la terrasse de Schiltigheim) et donnant à l'est sur le ried de l'Ill (« Petit Ried ») situé à 135 m en moyenne.

#### Topographie
Le ban de Hœnheim se situe entièrement dans la plaine d’Alsace (plaine ello-rhénane). Malgré de faibles différences altimétriques, on distingue plusieurs ensembles topographiques : la terrasse de Schiltigheim et le Ried ello-rhénan.
La terrasse de Schiltigheim représente la partie occidentale du territoire communal. C'est une zone à peu près plane, d’une altitude moyenne de 145 m (point culminant de la commune à 147 m, à l’ouest de la gare de triage de Hausbergen) avec une micro-topographie de creux et de bosses. Elle se limite à l’est par un talus assez important, d’une dizaine de mètres, qui la met en contact avec le fond de la vallée de l’Ill.
Le Ried de l’Ill, situé en contrebas de la terrasse de Schiltigheim, est un secteur très plat d’une altitude de 135 m.

#### Géologie
Les formations superficielles se répartissent entre dépôts éoliens et fluviatiles du Quaternaire récent (Holocène).
La terrasse de Schiltigheim est constituée de :
- lœss reposant sur les cailloutis rhénans et recouvrant complètement la partie occidentale de la commune, comprise entre la limite ouest du ban et le vieux village ;
- colluvions limoneuses qui ont comblé les quelques vallons par des processus combinant l’action du gel, du ruissellement et plus tard de l'homme.

Le ried de l’Ill est constitué de :
- limons de la terrasse de « la Wantzenau-Drusenheim » représentée sous forme d’îlots, séparés par les bras d’un ancien réseau hydrographique de l’Ill ;
- alluvions sablo-caillouteuses du Rhin mises en place lors des divagations du Rhin au cours de l’Holocène ;
- alluvions limoneuses provenant du remaniement causé par la Souffel à l’extrême nord du territoire de la commune.

### Climat
Pour des articles plus généraux, voir Climat du Grand Est et Climat du Bas-Rhin.
En 2010, le climat de la commune est de type climat des marges montargnardes, selon une étude du Centre national de la recherche scientifique s'appuyant sur une série de données couvrant la période 1971-2000. En 2020, Météo-France publie une typologie des climats de la France métropolitaine dans laquelle la commune est exposée à un climat semi-continental et est dans la région climatique Alsace, caractérisée par une pluviométrie faible, particulièrement en automne et en hiver, un été chaud et bien ensoleillé, une humidité de l’air basse au printemps et en été, des vents faibles et des brouillards fréquents en automne (25 à 30 jours).
Pour la période 1971-2000, la température annuelle moyenne est de 10,6 °C, avec une amplitude thermique annuelle de 17,8 °C. Le cumul annuel moyen de précipitations est de 651 mm, avec 8,9 jours de précipitations en janvier et 10 jours en juillet. Pour la période 1991-2020, la température moyenne annuelle observée sur la station météorologique de Météo-France la plus proche, « Strasbourg-Entzheim », sur la commune d'Entzheim à 13 km à vol d'oiseau, est de 11,4 °C et le cumul annuel moyen de précipitations est de 635,7 mm. 
La température maximale relevée sur cette station est de 38,9 °C, atteinte le 25 juillet 2019 ; la température minimale est de −23,6 °C, atteinte le 23 janvier 1942,,.
Les paramètres climatiques de la commune ont été estimés pour le milieu du siècle (2041-2070) selon différents scénarios d'émission de gaz à effet de serre à partir des nouvelles projections climatiques de référence DRIAS-2020. Ils sont consultables sur un site dédié publié par Météo-France en novembre 2022.

### Hydrographie
Le réseau hydrographique du territoire de Hœnheim se compose essentiellement d’un aménagement hydraulique important, le canal de la Marne au Rhin (mis en service en 1853), d’un petit tronçon de la Souffel et de quelques fossés qui drainent les eaux du Ried.

#### La Souffel
La Souffel traverse l’extrémité nord-est du ban de Hœnheim sur quelques centaines de mètres.
À l'unique station de mesures de Mundolsheim, très en amont de Hœnheim, le débit moyen annuel de la Souffel est peu élevé : 0,3 m3/s. Il est probable que ce débit est un plus important à la hauteur de Hœnheim, puisque la Souffel y draine certainement la nappe phréatique de l'Ill dans ce secteur. Les études de qualité des rivières montrent que les eaux de la Souffel, testées à Mundolsheim, sont de qualité médiocre en raison des valeurs critiques des paramètres matière organique, nitrates et phosphates. Ceci s’explique par le fait que la Souffel draine un bassin-versant marqué par une agriculture intensive. De plus, l’oxygénation des eaux se faisant mal, la capacité d’auto-épuration de la rivière ne suffit pas pour éliminer naturellement ces substances polluantes.

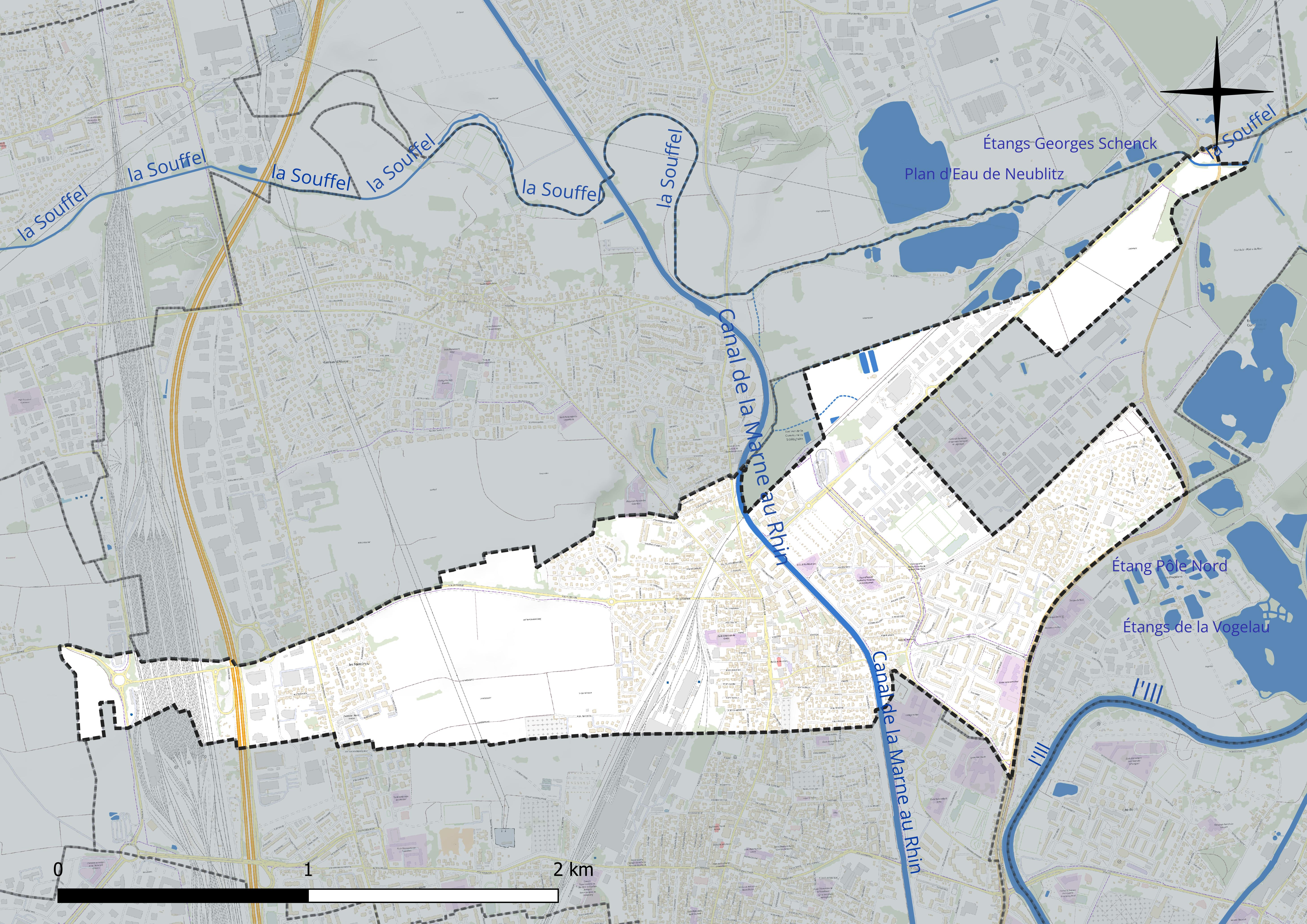
Réseau hydrographique de Hoenheim.

#### Nappe phréatique
Occupant 3 000 km2 en Alsace, elle représente un volume total d’eau estimé à environ 60 milliards de m3, dont 1,4 milliard de m3 sont renouvelées annuellement.
Entre Niederhausbergen et Hœnheim, elle circule dans le sens ouest-est, puis oblique en aval de Hœnheim pour s’écouler parallèlement à l’Ill et au Rhin, dans un puissant aquifère qui s’épaissit d’ouest en est (ressources très importantes sous la terrasse de Schiltigheim et le Ried). Même si son épaisseur est inférieure à une cinquantaine de mètres en bordure des collines lœssiques des coteaux de Hausbergen, il permet d’obtenir plusieurs centaines de m3/h d’eau de bonne qualité.
Quasi affleurante en période de crue dans certains secteurs, la nappe phréatique est cependant aussi particulièrement visible en permanence dans les gravières situées juste au nord du Ried.
Malgré un recouvrement assez épais de lœss (10 à 15 m) de la terrasse de Schiltigheim, la protection de la nappe s’avère relativement faible, et elle est carrément nulle dans le Ried où la nappe, très proche de la surface, est particulièrement sensible aux pollutions de toutes natures.

#### Zones inondables
Étant donné l’absence presque totale de cours d’eau naturels traversant le territoire communal, celui-ci ne subit, principalement, que des inondations dues aux remontées de la nappe phréatique dans le secteur du Ried.

## Urbanisme

### Typologie
Au 1er janvier 2024, Hœnheim est catégorisée grand centre urbain, selon la nouvelle grille communale de densité à sept niveaux définie par l'Insee en 2022.
Elle appartient à l'unité urbaine de Strasbourg (partie française), une agglomération internationale regroupant 23  communes, dont elle est une commune de la banlieue,,. Par ailleurs la commune fait partie de l'aire d'attraction de Strasbourg (partie française), dont elle est une commune du pôle principal,. Cette aire, qui regroupe 268 communes, est catégorisée dans les aires de 700 000 habitants ou plus (hors Paris),.

### Occupation des sols

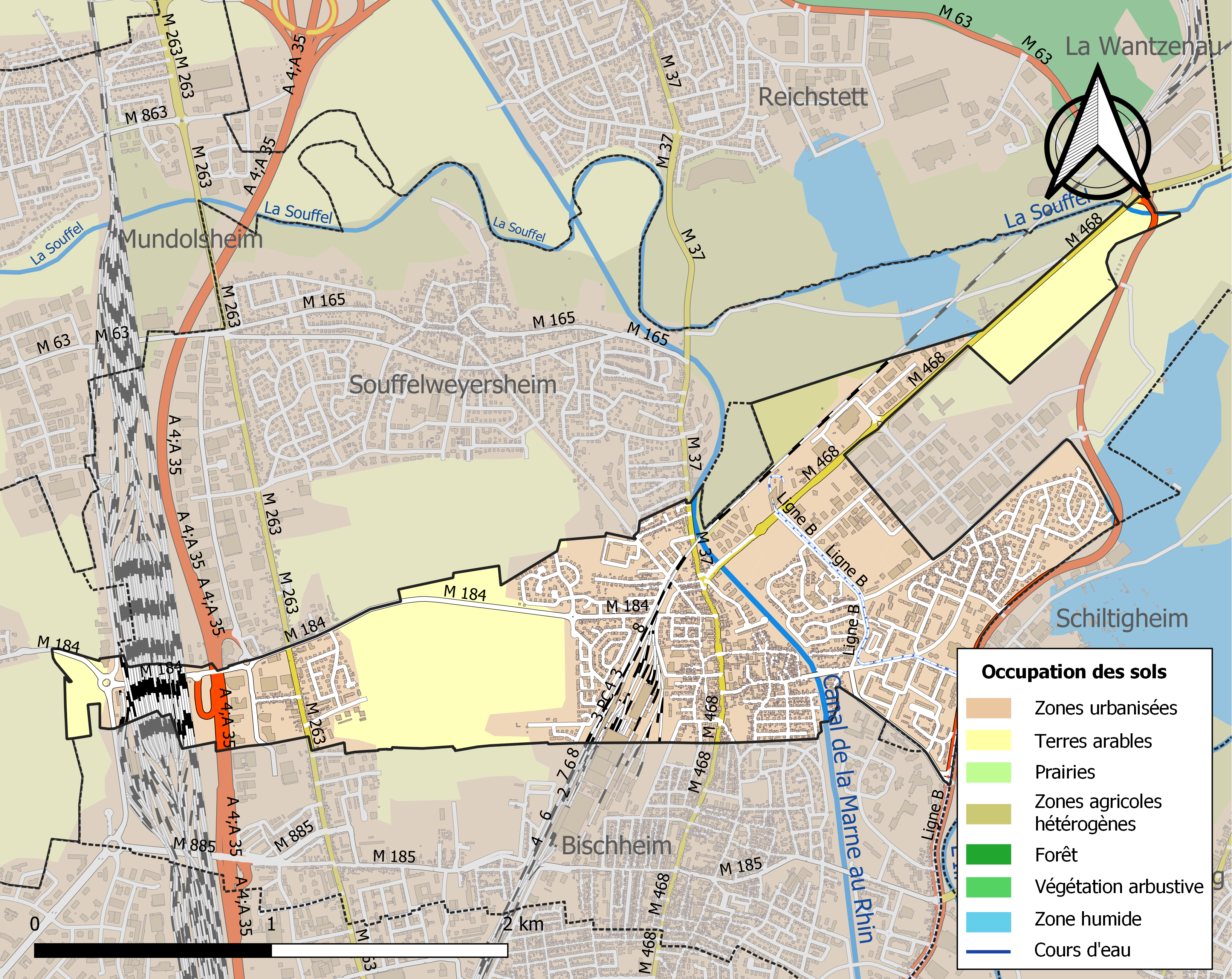
Carte des infrastructures et de l'occupation des sols de la commune en 2018 (CLC).

L'occupation des sols de la commune, telle qu'elle ressort de la base de données européenne d’occupation biophysique des sols Corine Land Cover (CLC), est marquée par l'importance des territoires artificialisés (74,1 % en 2018), en augmentation par rapport à 1990 (70,7 %). La répartition détaillée en 2018 est la suivante : zones urbanisées (47,6 %), zones industrielles ou commerciales et réseaux de communication (26,5 %), terres arables (24 %), zones agricoles hétérogènes (1,9 %), eaux continentales (0,1 %).
L'IGN met par ailleurs à disposition un outil en ligne permettant de comparer l’évolution dans le temps de l’occupation des sols de la commune (ou de territoires à des échelles différentes). Plusieurs époques sont accessibles sous forme de cartes ou photos aériennes : la carte de Cassini (XVIIIe siècle), la carte d'état-major (1820-1866) et la période actuelle (1950 à aujourd'hui).

### Morphologie urbaine

#### Hœnheim centre
Le centre historique, le « village », est principalement constitué de maisons individuelles et se situe sur une déclivité, partant d'un plateau et donnant sur le ried de l'Ill au niveau du canal de la Marne au Rhin.
Le noyau originel du village se situe principalement autour de la rue de la République. Le long de cet axe se concentrent de vieilles maisons à colombages, typiques et construites aux XVIIIe et XIXe siècles, souvent d’anciennes fermes se caractérisant par une succession de bâtiments (grange, étable, maison d’habitation à pan de bois présentant un mur pignon sur rue) disposés autour d’une cour rectangulaire. À partir du XIXe siècle, les bâtiments sont construits en maçonnerie et l’aspect se trouve modifié par la disparition des colombages et des toits débordants avec cependant une conservation du gabarit et des proportions des ouvertures. En majorité de type traditionnel, les maisons d’habitation sont implantées à l’alignement, en ordre serré, parfois continu, le long des rues qui suivent le tracé d’anciens chemins ruraux. Le découpage agricole allongé et étroit a été conservé donnant de larges cœurs d’îlots occupés par des jardins potagers et des vergers. L’est du village se caractérise quant à lui par un tissu urbain composé à l’origine de fermettes d’ouvriers-paysans et de pêcheurs du Ried.
Cependant, les extensions de la fin du XIXe siècle amènent une densification des constructions le long de la RD 37 vers Soufflweyersheim au nord et jusqu'à Bischheim au sud.
Pendant l'entre-deux-guerres, une première cité se construit à l’ouest de la RD 37.
Après la Seconde Guerre mondiale, le développement urbain de Hœnheim se fait par vagues successives. La cité Lydia est ainsi créée en 1964 à l’ouest de la ligne de chemin de fer. Ensuite, en parallèle au développement du Ried, les années 1970 voient la création de nouveaux lotissements également implantés à l’ouest de la ligne de chemin de fer, ainsi les lotissements les Cygnes, les Fauvettes et les Hirondelles I et II permettant la création d’environ 370 logements sur une douzaine d’hectares.
Enfin, durant les années 2000, la commune arrive enfin à reconvertir le secteur en friche des anciennes Émaillerie Alsacienne, un terrain d’environ 3,3 ha situé au cœur de la ville, en bordure du canal de la Marne au Rhin et à proximité du terminus du tramway et de la gare, en zone d’urbanisation destinée à l’habitat permettant la création du quartier des Émailleries.

#### Hœnheim Ried
Sur le Ried, une fois traversé le canal, se trouve la ville nouvelle (Hœnheim Ried) constituée d'immeubles et de zones pavillonnaires ainsi qu'une zone artisanale et commerciale partagée avec Bischheim.
Après la Seconde Guerre mondiale, le développement urbain de Hœnheim se fait par vagues successives sur Hœnheim Centre, mais aussi avec la création du tout nouveau quartier du Ried. La construction de ce quartier commence en 1968 avec la participation de l’Office des HLM, il s’étend sur 46 ha et comprend 1 634 logements en immeubles collectifs, accompagnés de 410 maisons individuelles. Située à l’est du canal de la Marne au Rhin, cette énorme cité accueille près de 6 000 habitants.
Ce quartier se développe encore dans les années 1970, avec la création de deux nouveaux lotissements, «les Cigales avec 66 logements sur environ 2 ha et le Champfleury. Un nouveau lotissement verra le jour en 1989, la Grossmatt comprenant 95 lots. Le quartier voit aussi l’installation du centre omnisports de la commune qui est totalement opérationnel en 1989 et dans les années 1990 l’installation d’une zone industrielle et commerciale en coopération avec Bischheim. Et enfin la desserte en transport public est améliorée avec la construction de la ligne de tramway.
Enfin depuis 2011, un écoquartier, l’Île aux Jardins se construit entre le terminus du tramway, le canal, la voie de chemin de fer et la route de la Wantzenau.

#### Hœnheim Ouest
Sur la partie ouest du ban communal, qui est séparée du centre par une zone agricole, le long de la route de Brumath, se situent un habitat pavillonnaire et une zone industrielle et commerciale, partagée avec Souffelweyersheim et Bischheim, qui longe l'autoroute.
Située à l’extrême ouest du ban communal, cette zone constitue un ensemble relativement homogène, composé de lotissements qui s'ajoutent à quelques habitations plus anciennes, organisé autour de la route de Brumath. On peut citer en particulier le lotissement les Fontaines créé au cours des années 1970 et comprenant 306 logements sur 55 ha.
Ce quartier, du fait de sa position excentrée, constitue un hameau distinct, plutôt rattaché aux quartiers voisins de Bischheim et Souffelweyersheim, qu’au reste de la commune. Ce fait est encore accentué par la création de la zone industrielle et commerciale durant les années 2000.

### Logement
En 2009, le nombre total de logements dans la commune était de 4 890, alors qu'il était de 4 615 en 1999.

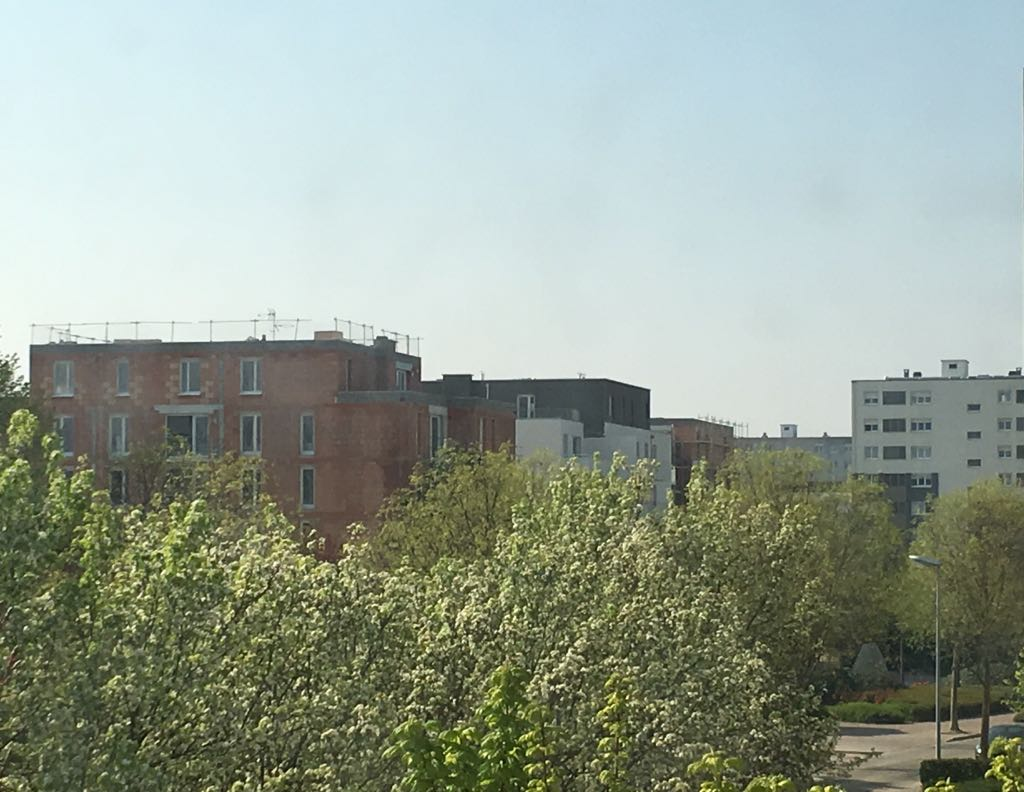
Construction d'immeubles dans le quartier de Hœnheim Ried.

Parmi ces logements, 94,9 % étaient des résidences principales, 0,3 % des résidences secondaires et 4,7 % des logements vacants. Ces logements étaient pour 53,7 % d'entre eux des maisons individuelles et pour 45,2 % des appartements.
La proportion des résidences principales, propriétés de leurs occupants était de 61,8 %, une proportion stable par rapport à 1999 (61,5 %). La part de logements HLM loués vides était de 15,1 % contre 12,3 %, leur nombre étant en augmentation sensible passant de 541 à 703.
Après les vacances d'été 2016, des travaux à grande échelle ont débuté dans le quartier de Hœnheim Ried : l'ancien centre commercial a été démoli et remplacé par la construction d'immeubles modernes avec des appartements privés dont une petite partie sera consacrée à des logements sociaux. Les petites enseignes retrouveront à nouveau leur place à l'entrée des immeubles comme la boulangerie ou bien encore le laboratoire d'analyses médicales.

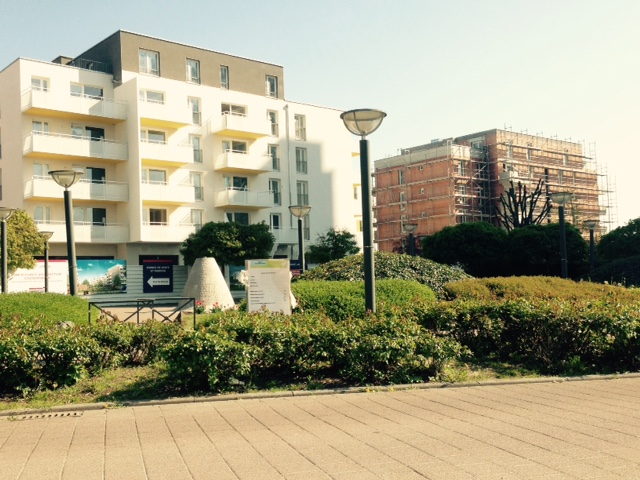
Immeuble en construction dans le quartier de Hœnheim Ried.

### Espaces naturels
Le ban de Hœnheim, bien que de surface réduite regroupe 2 types de paysages.

#### Plaine de grande culture
Cette zone concerne la partie du secteur de la terrasse de Schiltigheim compris dans le territoire de Hœnheim, principalement entre Hœnheim Centre et Ouest, ainsi que la branche nord-est du ban communal au niveau du Ried. Elle représente un paysage de plaine de grande culture très pauvre sur le plan de la faune.

#### Bocage
Occupant un espace réduit du territoire communal, localisé entre la voie ferrée et la limite nord du ban sur le Ried, c’est une zone classé en espace boisé à conserver. Cette zone est légèrement boisée, inondables par remontées de la nappe phréatique et la présence de cours d’eau et dépressions humides avec de petits batraciens avec une faible pénétration de l’homme. Cette zone présente une grande richesse de la faune avec au moins une trentaine d’espèces de mammifères et une centaine d’oiseaux. Malgré leur variété, les oiseaux ont des densités sur le terrain généralement faibles (10 - 20 individus/ha), à cause des modifications du milieu apportées par les activités agricoles (suppression des bosquets et des haies).

### Voies de communication et transports

#### Réseau routier
La commune compte 24,946 kilomètres de voirie.
Les axes les plus importants traversant la commune sont principalement orientés nord-sud :
- le ban communal est traversé sur sa partie ouest par l'autoroute A4 reliant Paris à Strasbourg ;
- la RD 263 ou route de Brumath ;
- la RD 468 ou route de la Wantzenau ;
- la RD 37 ou rue de la République (anciennement route de Bischwiller) ;
- la rue du Marais - rue des Trois-Maires ;
- la RD 184 ou rue de la Fontaine (orientée est-ouest), bordée d'une liaison cyclable en site propre.

Une liaison cyclable en site propre est aménagée sur le chemin de halage du canal du Rhône au Rhin qui traverse la ville.

#### Transports en commun

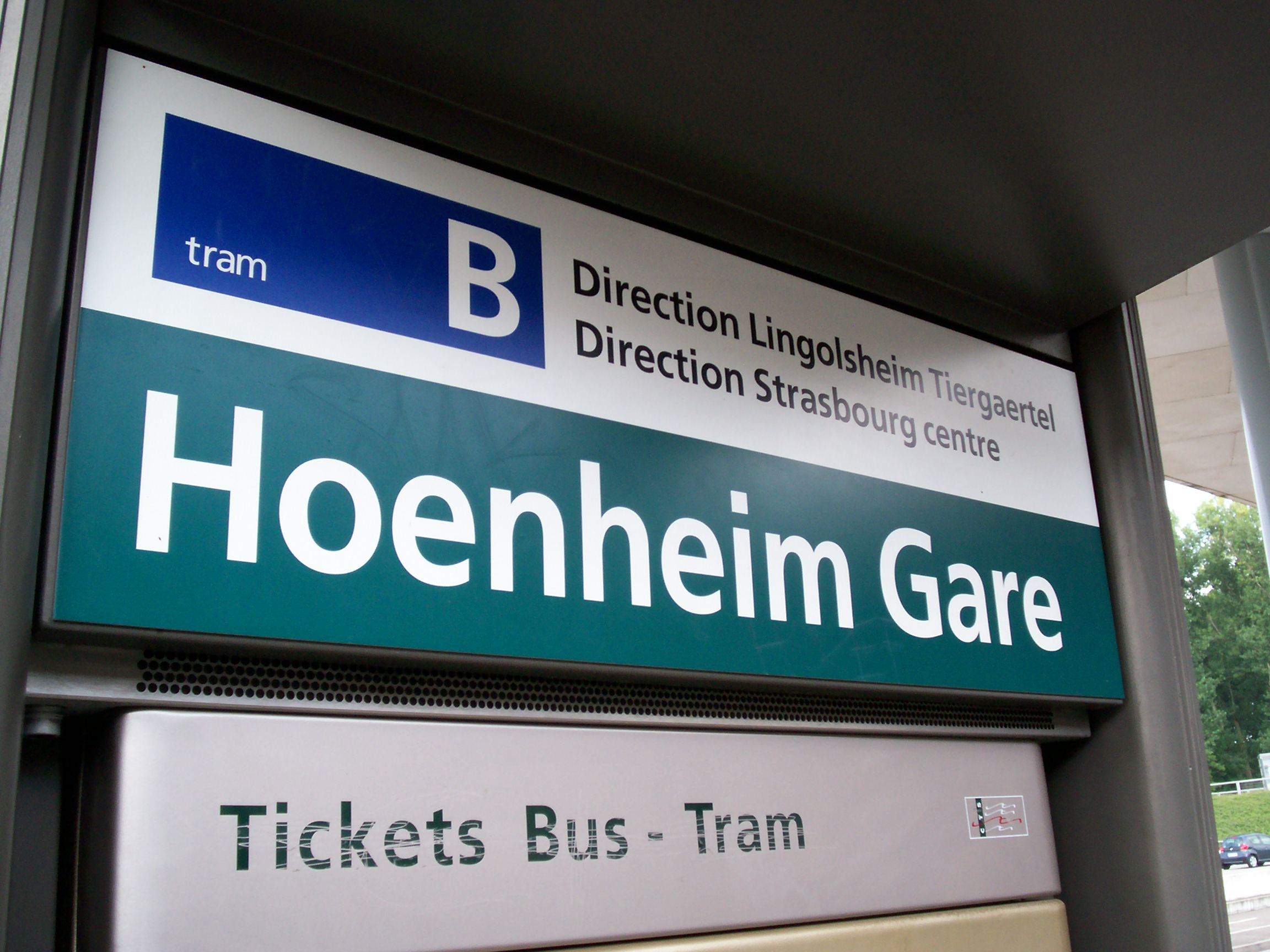
Terminus Tram ligne B.

La commune dispose de plusieurs lignes de bus et une ligne de tramway gérées par la Compagnie des transports strasbourgeois :
- la ligne C3 (quartier centre) : 112 allers/retours par jour dont le terminus est au niveau de la gare ferroviaire de Hœnheim ;
- la ligne C9 (quartier ouest-centre) : 66 allers/retours par jour dont le terminus est au niveau de la gare ferroviaire de Hœnheim ;
- la ligne 74 (quartier est-centre) : dont le terminus est au niveau de la gare ferroviaire de Hœnheim ;
- la ligne sur réservation 77 : reliant les zones d'activités ouest et est
- la ligne B (quartier est ou ried) : 100 allers/retours par jour dont le terminus est au niveau de la gare ferroviaire de Hœnheim et qui est aussi le point de correspondance avec les lignes de bus.

Ainsi que d'une ligne interurbaine du Réseau 67 : ligne interurbain 201 Hœnheim - Val de Moder dont le terminus est aussi à la gare de Hœnheim.

#### Voies ferrées

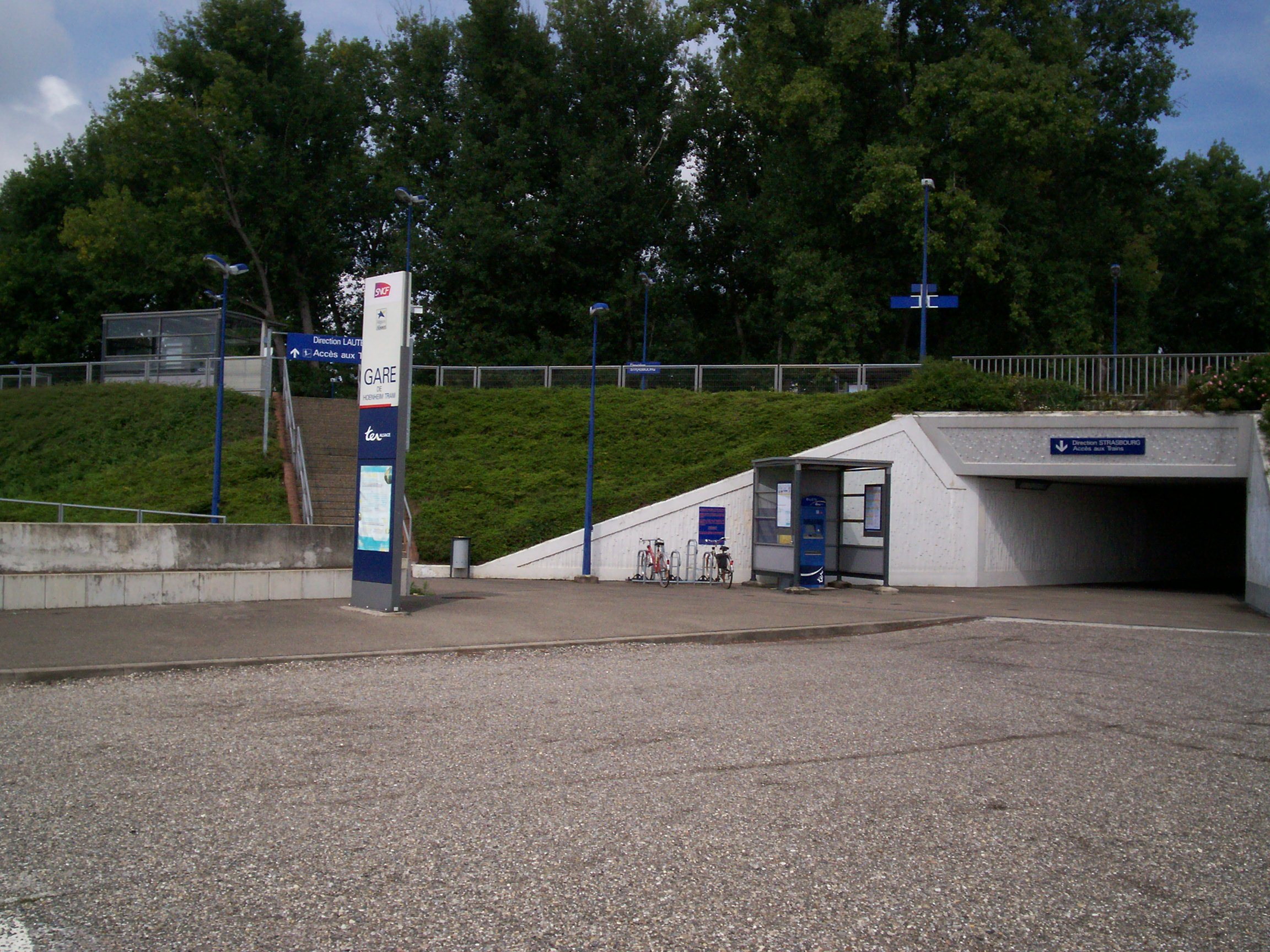
Gare de Hœnheim.

La gare de Hœnheim-Tram est située au niveau du terminus de la ligne B du tram. Elle est gérée conjointement par la SNCF et par la région Alsace et desservie par les trains de la ligne de Strasbourg à Lauterbourg.
Sur le ban communal se trouve également une partie des ateliers ferroviaires de Bischheim (sur la ligne Strasbourg à Lauterbourg) et une partie de la gare de triage de Hausbergen située sur la ligne Strasbourg – Paris.
Dans la métropole de Strasbourg, une mobilité se met en place grâce au Réseau express métropolitain européen (REME). Mais la ligne Strasbourg-Lauterbourg n'est pas concernée dans un premier temps. À partir d'août 2023, deux allers-retours supplémentaires seront proposés.

#### Réseau fluvial
La commune est traversée, de façon très réduite, par la rivière l'Ill et par la rivière de la Souffel. Seul le canal de la Marne au Rhin, qui traverse la ville du sud au nord, est couramment utilisé pour le transport fluvial.

## Toponymie
Le Code officiel géographique de la France indique que l'orthographe officielle du nom de la commune est Hœnheim.
En alsacien, le nom de la commune est Heene.
La dénomination de Hœnheim apparaît pour la première fois dans un document de 742 sous la forme d’Hohenheim, autrement dit domicile sur les hauteurs. Par la suite l'appellation varie, on trouve ainsi Heinheim en 804, puis de nouveau Hohenheim ou Hohanheim en 884 et enfin Honheimsveldt en 1144. Dès le XIVe siècle, on trouve régulièrement le nom de Hœnheim.

## Histoire

### De la Préhistoire au Moyen Âge
Comme le montre le grand nombre de vestiges découverts sur le ban communal, le site de Hœnheim, très favorable à l’implantation humaine, est occupé dès le néolithique. On a ainsi exhumé les restes de deux villages de la culture de Michelsberg (vers 3000 av. J.-C.). La période de l’âge du fer a aussi livré des traces d’habitat et des sépultures. Des traces du passage des peuples romains, francs et alémaniques ont aussi été relevées.
La première mention écrite du nom Hœnheim date de 742, sous la forme de Heinheim. Les rois francs conquièrent le village et ses terres au VIIIe siècle et le cèdent à leur vassal, le duc Leutefried d’Alsace, un neveu de sainte Odile. En 884, l’empereur Charles III le Gros fait don de sa propriété de Hohanheim au monastère bénédictin de Honau. Mais sous le Saint-Empire romain germanique, Hœnheim devint propriété de l'évêché de Strasbourg qui attribue ses terres tantôt à des chevaliers, tantôt à des communautés religieuses. En 1144, le village est cité sous le nom de Hohansveld avant de prendre son nom définitif de Hœnheim dès le XIVe siècle.
Durant la guerre de Cent Ans, Hœnheim, comme de nombreux villages, dut subir le passage des Écorcheurs qui tentèrent de prendre, sans succès, Strasbourg. La première mention écrite de la chapelle Saint-Jean dédiée à saint Jean-Baptiste remonte à 1350 quand l'évêque Berthold de Bucheck légue le village aux Murnhardt.
En passant par diverses familles nobles, le fief revient finalement à la famille des Uttenheim de Ramstein en 1457.

### DuXVIesiècleà la Révolution
En 1544, Charles Quint, en route pour envahir la Champagne à travers le duché de Lorraine, stationne ses troupes pour leur quartiers d'hivers à Schiltigheim, Bischheim et Hœnheim. Plus tard au cours du XVIe siècle, les seigneurs d'Uttenheim, écœurés par les frasques du clergé de l'époque, rejoignent la Réforme et avec eux les habitants de Hœnheim.
Hœnheim, comme la majorité des villages de l'Alsace, fut victime des exactions des deux camps lors de la guerre de Trente Ans, le village fut ainsi pillé par les troupes de Ernst von Mansfeld, puis par les Suédois et en 1644 un régiment irlandais stationné à Hœnheim ravagea complètement le village. Après cet épisode désastreux, l’évêque Egon confie à Bernard-Frédéric d’Uttenheim le fief de Hœnheim. La guerre de Trente Ans s’achève en 1649 avec le traité de Westphalie par lequel la majorité de l'Alsace revient à la France catholique, les terres du ban de Hœnheim furent partagées en 1655 entre les nobles d’Uttenheim et les quelques rescapés du village.
En 1676 le dernier seigneur d'Uttenheim s'éteint sans descendance. Une querelle de succession aboutit en 1681 à la victoire de la famille des Rathamhausen de Stein sur les chanoines du grand chapitre de Strasbourg. Cette même année, les troupes du roi de France achèvent leur conquête de l'Alsace, la ville libre impériale de Strasbourg est assiégée et doit se rendre.
La branche aînée des Rathamhausen s'éteint à son tour en 1689 et le fief de Hœnheim revient au grand chapitre de Strasbourg. L'évêque de Strasbourg le fieffa le 21 mai 1691 au marquis de Chamlay, maréchal général des logis des camps et des armées de France qui meurt sans descendance en 1719. L'évêque de Strasbourg, le cardinal de Rohan (Armand Gaston Maximilien de Rohan), transmet alors le fief à la famille Klinglin qui avait la pleine confiance des autorités royales et locales. Le préteur royal François-Joseph de Klinglin (il s'intitulait avec fierté : François Joseph de Klinglin, baron de Hattstatt, seigneur d'Illkirch et de Graffenstaden, d'Oberhergheim, de Bilzheim, Zillisheim, Munwiller et autres lieux, conseiller d'État et préteur royal à Strasbourg) qui convoitait Illkirch et Graffenstaden depuis longtemps, arrivait à ses fins en 1735 en échangeant Hœnheim (45 familles et un rapport annuel de 5 860 livres), fief de sa famille, contre les deux villages (180 familles et un revenu annuel de 8 561 livres). Cet échange, qu'il effectue sans se géner volait et lésait aussi bien la ville de Strasbourg que les deux communes et fût annulé après son arrestation en 1752.
Le recensement de 1746 indique que le village se compose de 84 maisons ou demeures (Hausbehausung), dont 11 petites (kleines Haüsel), comprenant pour la plupart une cour et une grange, et 3 habitations sont en constructions. 51 de ces maisons été bâties sur des Hofstätt, des terrains appartenant à un propriétaire différent de celui de la construction. Sont également recensé 23 étables et 73 jardins et jardinets.
La Révolution française voit un certain nombre de changements à Hœnheim qui se dote d'une municipalité avec un maire, un adjoint et cinq conseillers. En date du 4 mars 1790, Hœnheim est rattachée au nouveau district de Strasbourg lors de la formation des départements français. La même année, sur proposition de Schiltigheim, intervint le partage du « ried », jusqu'alors pâturage public commun à Souffelweyersheim, Hœnheim, Bischheim, Adelshoffen et Schiltigheim. Partage qui conduit, entre autres, à la création d'une enclave de Bischheim et d'une enclave de Schiltigheim au milieu du territoire de Hœnheim. Et enfin le 2 octobre 1791, tous les biens des Klinglin et religieux sont confisqués par la commune et revendus aux habitants.
En 1792, les émigrés, alliés avec les Austro-Prussiens débutent les hostilités pour reprendre le pouvoir en France. D'octobre à décembre 1793, les combats entre les troupes de la République française et des Austro-Prussiens se stabilisent sur un front Hœnheim - Griesheim-sur-Souffel - Dingsheim avant que les troupes austro-prussiennes ne soient repoussées hors de l'Alsace en janvier 1794. En 1793, la commune de Hœnheim est administrativement rattachée au canton de Hausbergen.

### Du Premier Empire au Second Empire
Le XVIe siècle commence par le rattachement de Hœnheim au nouvel arrondissement de Strasbourg le 17 février 1800.
En 1813, la Campagne de Russie de Napoléon se termine en catastrophe, il parvient difficilement à rejoindre la France, mais les troupes de la coalition le suivent. En janvier 1814, les troupes françaises se replient à Strasbourg devant les attaques des Cosaques qui s'installent à Hœnheim, Bischheim et Schiltigheim. La déchéance de Napoléon, banni à l'île d'Elbe, arrête les hostilités. Cependant son évasion entraîna le retour des troupes coalisées qui venaient juste de se retirer. À la suite de la défaite de Waterloo, le général Jean Rapp, ayant eu vent d'intentions d'annexion de l'Alsace, se rangea sous les ordres de Louis XVIII et continua à se battre sur la Souffel, aux portes de Hœnheim. Les 28 et 29 juin 1815 se déroula la bataille de Souffelweyersheim-Hœnheim dont les troupes de la coalition, bien qu'ayant subies de lourdes pertes comprenant 2 généraux, sortent victorieuses et qui est le prélude à la prise de Strasbourg le 9 juillet.
En 1822, la communauté juive érige une synagogue à Hœnheim. L'école de Bischheim devenant trop petite, 1823 voit la fondation d'une école primaire catholique et une protestante. En 1946, l'école catholique devenu trop petite à son tour est scindée en une école pour garçons et une pour filles, l'école des filles est confiée au Sœurs de la Divine Providence de Ribeauvillé.
1852 fut l'année de l'inauguration de deux nouvelles voies de communication passant par le territoire de Hœnheim (mais en dehors du village à l'époque). La première est le canal de la Marne au Rhin qui relie Vitry-le-François à Strasbourg, avec deux ponts mobiles, dans un premier temps, de franchissement à Hœnheim. La seconde est la ligne de chemin de fer Paris-Strasbourg.
En 1864, les locaux scolaires devenant trop petits, une "salle d'asile" est installée pour les enfants en dessous de l'âge de fréquenter l'école.
Le 19 juillet 1870 débuta la guerre franco-prussienne de 1870-1871 et dès le 7 août, au lendemain de la bataille de Frœschwiller-Wœrth, les troupes allemandes arrivent à Hœnheim. Le 12 août, les troupes s'installent à Reichstett et commencent le siège et le bombardement de Strasbourg, charge aux habitants des alentours de pourvoir à l'approvisionnement des troupes. Le 27 septembre, Strasbourg, incendiée par les bombardements continus, se rend. Le traité de Francfort, signé le 10 mai 1871, met fin à la guerre ; parmi les conditions, la France doit céder les trois départements de l'Alsace-Moselle, conservant uniquement le Territoire de Belfort.

### De l'Empire allemand au Troisième Reich
Le passage sous contrôle allemand entraine des changements administratifs, entre 1871 et 1919, Hœnheim est ainsi rattaché au "Kreises Straßburg (Land)".
En 1875 sont inaugurés les ateliers ferroviaires de Bischheim qui ont une superficie de 30 ha dont 10 à Hœnheim, ces ateliers sont situés sur la nouvelle ligne ferroviaire reliant Strasbourg à Lauterbourg. Le « Strassburger Pferdereisenbahngeselshafft » (« Compagnie Strasbourgeoise de Chemin de Fer Hippomobile »), fondée le 5 avril 1877, commande aussi la construction des deux premières lignes de tramway de Strasbourg, les lignes Place Kléber-Pont du Rhin et Place Kléber-Hœnheim.
Le chantier du tramway débute le 26 mars 1878 sur la Route du Rhin (Strasbourg) et le premier tramway fait le trajet Place Kléber-Hœnheim le 14 octobre 1878. L'école maternelle protestante ouvre aussi cette année.
Le 19 juin 1879, le premier titulaire de la paroisse catholique de Hœnheim fut nommé dans la toute nouvelle église de Hœnheim. Jusqu'alors Hœnheim dépendait de la paroisse de Bischheim qui partageait de plus l'église de Bischheim avec le culte protestant.

La section locale de sapeur-pompiers est créée en 1895.

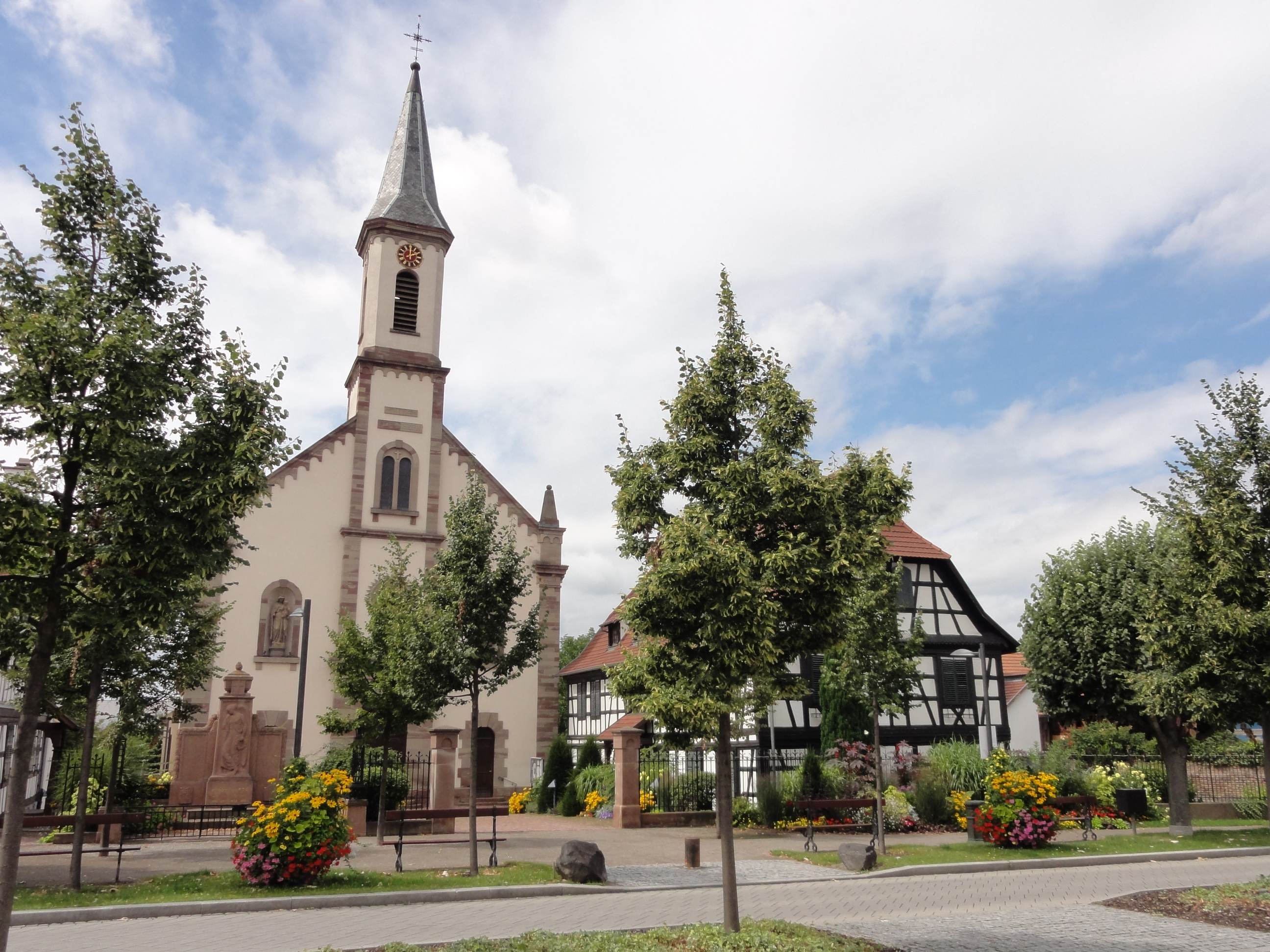
Église de Hœnheim.

À la suite de l'accroissement de la population la commune est amenée à construire deux nouvelles écoles en 1896 pour l'école des garçons et en 1903 pour l'école mixte protestante.
En 1906 la gare de triage de Hausbergen, qui s'étend sur le territoire de plusieurs communes dont Hœnheim, est inaugurée. Le curé de Hœnheim, Dionysius Will, est élu en 1907 au Reichstag sous l'étiquette de progressiste, il avait le soutien des socialistes.
En 1908, les lignes de tramway se voient attribuer un numéro, ainsi la ligne de Hœnheim (Hœnheim - Bischheim - Schiltigheim - Rue de la Haute Montée (Strasbourg) - Koenigshoffen - Wolfisheim - Breuschwickersheim) prit le nom de ligne numéro 7.
La Première Guerre mondiale ne fit pas de dégâts matériels dans la commune, mais entraîna la mort de nombreux hommes au front. Le traité de Versailles de 1919, comprend entre autres clauses, la restitution de l'Alsace-Lorraine à la France. Avec le retour à la France, de nouveaux changements administratifs, ains le canton Bischheim - Hœnheim est rattachée au nouvel arrondissement de Strasbourg-Campagne le 28 juin 1919.
En 1923, création de l’« Émaillerie alsacienne », sur le site de la briqueterie IHL ouverte en 1870, dont l'activité principale est la fabrication de panneaux publicitaires en couleurs émaillées, de plaques de rues et de numéros. En 1927, la société était le plus gros fournisseur de plaque émaillée en France, avec des clients tel que Dunlop, Nestlé, Nescafé, bière Mutzig... en plus des plaques de signalisation routière et de pistes de ski.
Une réorganisation des lignes de tramway a lieu en 1937, avec la jonction de lignes en vue d’obtenir une utilisation plus rationnelle du personnel et du matériel roulant, ainsi apparut la ligne 4/14 : Hœnheim-Neuhof (jonction des lignes 4 Gare-Place Kléber-Neudorf Est-Neuhof et 5 Bischheim-Place Kléber-Neudorf Est).
Le 2 septembre 1939, les habitants des communes en avant de la ligne Maginot sont évacués, les habitants de Hœnheim, Bischheim et Schiltigheim sont dirigés vers la vallée de la Bruche pour rejoindre le centre de regroupement de Niederhaslach. Seul un secrétaire de mairie et quelques pompiers restent sur place. Ce même jour, les troupes allemandes entrent dans le village et installent une batterie d'artillerie. Après la déclaration de guerre par le Royaume-Uni, l'Australie, la Nouvelle-Zélande et la France à l'Allemagne, un deuxième voyage attend les habitants évacués, le 9 septembre les habitants prennent la direction du Sud de la France dans des trains de marchandises. À leur arrivée, le 10 septembre, les habitants de Hœnheim sont ainsi répartis dans cinq communes de Haute-Vienne (Saint-Victurnien, Saint-Auvent, Saint-Cyr, Sainte-Marie-de-Vaux et Cognac-le-Froid). En juin 1940, le 3 ponts au-dessus du canal sont détruits pour retarder les troupes allemandes, endommageant sérieusement les maisons alentour et les fours des « Émaillerie alsacienne ». En août 1940, après l'Armistice les habitants de Hœnheim quittent la Haute-Vienne pour retourner en Alsace annexée de fait par les Allemands.
Sous l'occupation nazie, Hœnheim est rattachée administrativement au Grand-Strasbourg dont elle devient un quartier.
Les 27 mai, 11 août et 25 septembre 1944, les Alliés bombardent Strasbourg et ses faubourgs : gare de Strasbourg usines Junkers à la Meinau, ateliers ferroviaires de Bischheim et gare de triage de Hausbergen. Le 23 novembre Strasbourg est libérée par la 2e DB du général Leclerc, qui laisse aux FFI locaux le soin de libérer les faubourgs. Les troupes françaises ne rentrent dans Hœnheim que le 25 et sont rapidement relevées par les troupes américaines.
En janvier 1945, la bataille des Ardennes entraine un redéploiement des troupes Alliées et une offensive allemande sur le Nord de l'Alsace. Le général de Gaulle refuse l'ordre américain d'évacuer Strasbourg et les troupes françaises finissent par repousser l'offensive allemande qui était arrivée jusqu'à Offendorf. En février 1945, l'ancienne municipalité, élue avant guerre, reprend ses fonctions encadrée par les FFI. Cependant Hœnheim et ses alentours restèrent sous le feu des batteries allemandes d'Oberkirch jusqu'en avril 1945.

### Époque contemporaine
Dès la fin de la guerre, les écoles en place devenant surchargée, des classes ont été installées dans divers bâtiments plus ou moins temporaires (maison des sœurs infirmières, foyer paroissial mais aussi baraquements en bois). 1958 voit l'ouverture d'une nouvelle école, regroupant les classes des écoles catholiques et protestantes. Les locaux libérés étant repris par l'école maternelle. En 1965, l'affectation religieuse des classes est supprimée.
Le 1er mai 1960 fut le jour du dernier trajet du tramway de Strasbourg, laissant place aux bus (ligne Neuhof - Reichstett 4/14/24). Au point de vue administratif, une loi de 1966 créa la communauté Urbaine de Strasbourg et y intégra Hœnheim.
À la suite de l'urbanisation rapide du quartier du Ried, le nombre de préfabriqués affectés à l'école (école du Centre) est augmenté en 1968 en attendant l'ouverture d'une nouvelle école du Ried en 1970 (groupe scolaire Bouchesèche). En 1968, la section locale des sapeurs-pompiers est incorporée dans le corps urbain de la communauté urbaine de Strasbourg, pouvant ainsi être amenée à intervenir en dehors de Hœnheim.
En 1969, l'effondrement de la façade de la chapelle Saint-Jean oblige la paroisse protestante, qui y animait de temps en temps un office religieux, à chercher de nouveaux locaux de culte.
1970 vit l'achèvement de la construction de l'autoroute A34 Metz - Strasbourg, plus tard absorbée par l'A4 reliant Paris à Strasbourg, longeant le triage de Hausbergen.
En 1978, la paroisse protestante de Hœnheim inaugure son église. La paroisse protestante laisse la chapelle Saint-Jean, rénovée, à l'usage des chrétiens de rite orthodoxe roumain de 1986 à 2006.
Face à la généralisation de la concurrence du plastique, du verre et d'autres matériaux, l'Émaillerie Alsacienne, bien qu'ayant essayé de renouveler sa production en s'orientant vers la sérigraphie, est placée en liquidation judiciaire en 1992. La société Wehr a ensuite exploitée le site jusqu'en 1996 avant de quitter le site de Hœnheim pour une nouvelle unité de production à Duttlenheim.

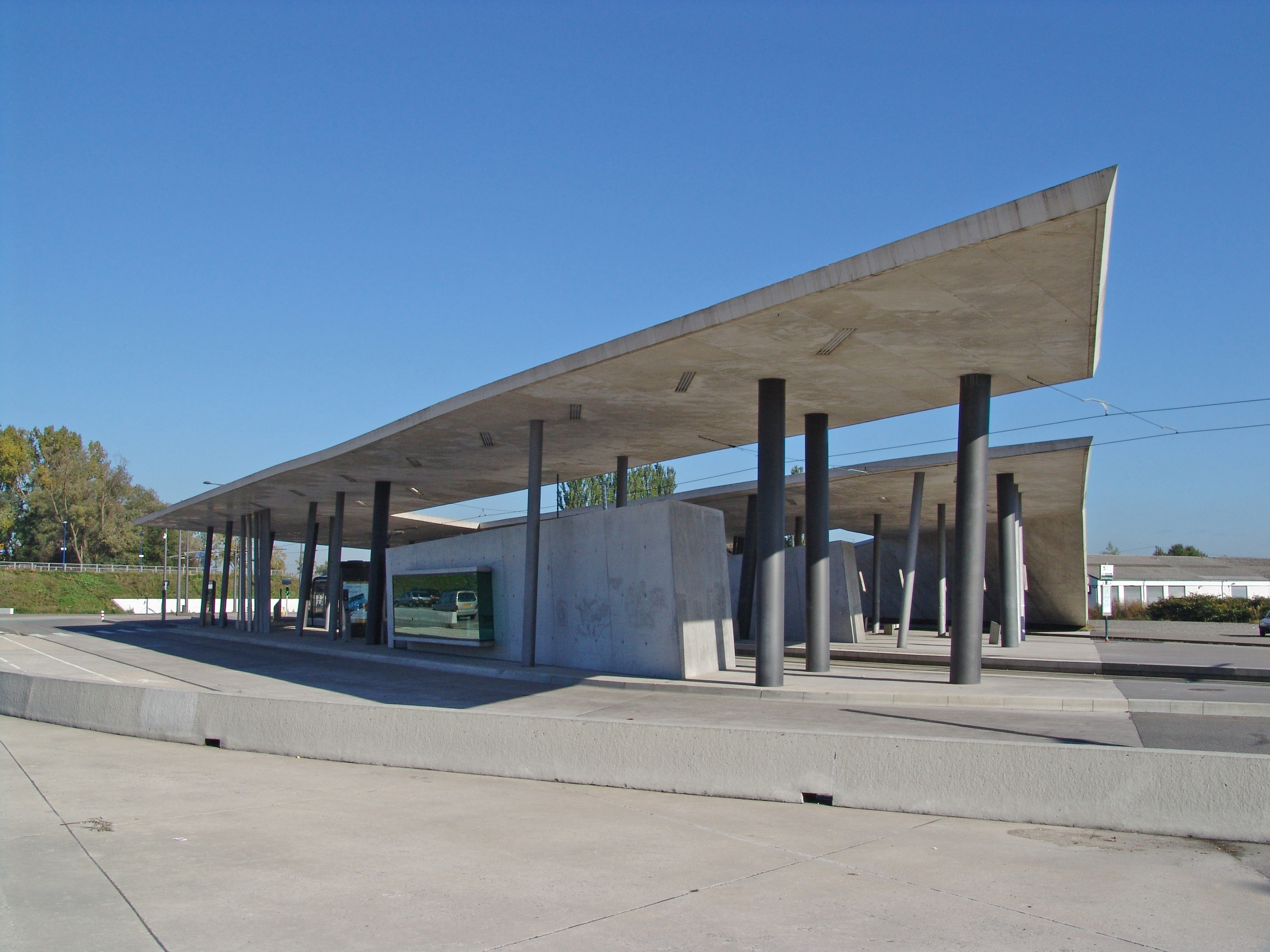
Terminus tram ligne B.

À la suite d'une nouvelle politique du transport, un nouveau tramway est construit au sein de la communauté urbaine de Strasbourg durant les années 1990, la deuxième ligne (ligne B) est achevée en 2001 avec un terminus conçu par l'architecte iraki Zaha Hadid à Hœnheim au niveau de la gare de Hœnheim sur la ligne Strasbourg - Lauterbourg. La ligne de bus C9  voit aussi son terminus déplacé de Souffelweyersheim au terminus de la ligne de tram à Hœnheim.
En 2001, le Centre d'incendie et de secours de Hœnheim est incorporé dans le corps départemental, le SDIS 67.
La réforme de 2013, prévoyant le retour des cantons comme circonscription pour élire les seules assemblées départementales, rebaptisées conseils départementaux, ainsi qu'un mode de scrutin destiné à promouvoir la parité, entraîne un redécoupage des cantons à la suite duquel Hœnheim deviendrait chef-lieu d'un nouveau canton lors des élections de mars 2015.
La restructuration des lignes de bus des secteurs nord et ouest de l'Eurométropole en mai 2018 entraine la scission en deux de la ligne 4 avec le renommage de sa section nord en ligne L3 amputée de la desserte de Souffelweyersheim et de Reichstett reprise par les lignes 74, la ligne 6 devient la ligne L6 et est dotée d'une branche pour Vendenheim et la branche 6b est absorbée par la ligne sur réservation 77, le tout renforçant le pôle multi-modale de la gare de Hœnheim. À côté de ce pôle est aussi inauguré, le 26 avril, le nouveau dépôt d'incendie pour les sections regroupées de Hœnheim et Souffelweyersheim qui devient l'unité territoriale pour coordonnée les actions sur la zone allant de Reichstett, La Wantzenau, Bischheim et Schiltigheim.

## Politique et administration
Le nombre d'habitants au dernier recensement étant compris entre 10 000 et 19 999, le nombre de membres du conseil municipal est de 33. Certaines compétences municipales (voirie, transports urbains, circulation et stationnement, eau et assainissement, environnement...) ont été transférées à la Communauté urbaine de Strasbourg à laquelle deux élus hœnheimois sont délégués.

### Liste des maires
Depuis 1945, six maires se sont succédé :
| Période   | Période                   | Identité                                      | Étiquette    | Qualité |
| --------- | ------------------------- | --------------------------------------------- | ------------ | --- |
| 1945      | mars 1959                 | Émile Grussenmeyer                            |              | |
| mars 1959 | mars 1971                 | Joseph Bouchesèche                            |              | |
| mars 1971 | mars 1983                 | André Debès (1919-2006)                       | Centriste    | Notaire, maire honoraire |
| mars 1983 | juin 1995                 | Henri Waldert, (1929-2023)                    | UDF          | Représentant de commerce, maire honoraire Premier adjoint au maire (1977 → 1983) Conseiller régional d'Alsace (1989 → 1992) |
| juin 1995 | mars 2008                 | André Schneider                               | RPR puis UMP | Principal de collège retraité Député du Bas-Rhin (3e circ.) (1997 → 2017) Vice-président de la CUS (2001 → 2008)            |
| mars 2008 | En cours (au 31 mai 2020) | Vincent Debes, Réélu pour le mandat 2020-2026 | UMP-LR       | Pharmacien Conseiller départemental de Hœnheim (2015 → )                                                                    |

### Les conseils consultatifs
Un conseil des aînés a été créé par délibération du conseil municipal en 1998. C’est un organe consultatif placé sous la présidence du maire qui associe les personnes âgées de 55 ans et plus, retraitées de la vie active, qui se sentent concernées par la vie de la commune et ses activités (environnement, cadre et qualité de vie sur le domaine de la commune, action humanitaire et solidarité envers les personnes âgées…).
Un conseil des enfants a aussi été mis en place en 1988. Il est composé, au maximum, de 32 enfants de 9 à 12 ans élus pour trois ans par les élèves de CM1 avec une élection tous les ans. Ce conseil travaille surtout en quatre commissions (propreté et environnement, solidarité, planète Conseil, boîte à idées) qui se réunissent les mercredis matin pendant les périodes scolaires.
Un conseil des jeunes composé de jeunes de 13 à 20 ans élus par les élèves de 4e pour deux ans, renouvelables, a lui été mis en place en 1997. Avec un maximum de 32 membres, ce conseil permet à ses jeunes de proposer des projets pour améliorer la vie dans la ville.

## Population et société

### Démographie
L'évolution du nombre d'habitants est connue à travers les recensements de la population effectués dans la commune depuis 1793. Pour les communes de plus de 10 000 habitants les recensements ont lieu chaque année à la suite d'une enquête par sondage auprès d'un échantillon d'adresses représentant 8 % de leurs logements, contrairement aux autres communes qui ont un recensement réel tous les cinq ans,.

En 2022, la commune comptait 11 413 habitants, en évolution de +1,98 % par rapport à 2016 (Bas-Rhin : +3,17 %, France hors Mayotte : +2,11 %).
| 1793 | 1800 | 1806 | 1821  | 1831  | 1836  | 1841  | 1846  | 1851  |
| ---- | ---- | ---- | ----- | ----- | ----- | ----- | ----- | ----- |
| 620  | 679  | 760  | 1 011 | 1 222 | 1 298 | 1 300 | 1 476 | 1 381 |

| 1856  | 1861  | 1866  | 1871  | 1875  | 1880  | 1885  | 1890  | 1895  |
| ----- | ----- | ----- | ----- | ----- | ----- | ----- | ----- | ----- |
| 1 330 | 1 389 | 1 452 | 1 484 | 1 533 | 1 598 | 1 583 | 1 761 | 1 808 |

| 1900  | 1905  | 1910  | 1921  | 1926  | 1931  | 1936  | 1946  | 1954  |
| ----- | ----- | ----- | ----- | ----- | ----- | ----- | ----- | ----- |
| 2 201 | 2 292 | 2 554 | 2 383 | 2 611 | 2 996 | 3 456 | 3 397 | 3 600 |

| 1962  | 1968  | 1975  | 1982   | 1990   | 1999   | 2006   | 2011   | 2016   |
| ----- | ----- | ----- | ------ | ------ | ------ | ------ | ------ | ------ |
| 3 787 | 4 505 | 8 589 | 10 432 | 10 566 | 10 726 | 10 616 | 10 942 | 11 191 |

| 2021   | 2022   | - | - | - | - | - | - | - |
| ------ | ------ | - | - | - | - | - | - | - |
| 11 469 | 11 413 | - | - | - | - | - | - | - |

### Enseignement
Deux écoles maternelles : école maternelle du Centre, école maternelle du Ried.
Deux écoles élémentaires : école élémentaire du Centre, école élémentaire Bouchesèche (Hœnheim Ried).
Toutes les écoles de la ville disposent d’un restaurant scolaire ouvert les lundis, mardis, jeudis et vendredis. L’accueil des enfants dont les deux parents travaillent est prioritaire.
Durant la période scolaire, il existe deux garderies périscolaires : Hœnheim Centre qui accueille les enfants de l’école élémentaire et maternelle, et Hœnheim Ried qui accueille les enfants de l’école maternelle du Ried.
Avant l'entrée à l'école maternelle, les enfants peuvent être accueillis par :
- le multi-accueil Les Champs-Fleuris pour les enfants de 10 semaines à 3 ans ;
- la crèche familiale pour les enfants de 10 semaines à 4 ans ;
- la halte-garderie Les Ptits-Bouts pour les enfants de 10 semaines à 6 ans ;
- le relais des assistantes maternelles.

Durant les vacances scolaires : la garderie accueille les enfants dès 3 ans et le service Jeunesse propose des activités pour les enfants de 9 à 17 ans inclus.

### Manifestations culturelles et festivités
La ville organise un ensemble d'animations sur l'année (soirées cinéma, théâtre ou musique) mais aussi des animations plus ponctuelles :
- Cortège du Bouc Bleu[36] : à la fin de l'hiver, au départ de Hœnheim (à 14 h 11 précise), les carnavaliers de Hœnheim, Bischheim et Schiltigheim se retrouvent pour un grand défilé dans les rues des trois communes. Le cortège se compose d'une cinquantaine de groupes de carnavaliers, venus d'Alsace et de tous les coins de l'Allemagne ainsi que des associations de Schiltigheim, Bischheim, Hœnheim avec divers chars.
- Braderie annuelle (ou plus traditionnellement « Johrmärik ») : en avril.
- Marche populaire internationale de nuit : au mois de juin de 14 h à 20 h, en partenariat avec la Fédération française des sports populaires (FFSP).
- Fête du vélo de l’Eurométropole : au mois de juin, dans le cadre de la Fête du vélo de l’Eurométropole, une sortie vélo invite les participants à rallier le parc de l’Orangerie puis, après un pique-nique, retour à Hœnheim.
- Fête de la musique : vers le 21 juin.
- Vide-greniers : 3 vide-greniers selon les quartiers Centre, Ried et Ouest.
- Défilé historique le 13 juillet : l’association des Sans-Culottes donne rendez-vous aux habitants pour un défilé.
- Course de roller Hœnheim-Bischheim : en septembre, l'association Les Cheminots Roller d’Alsace organise sa compétition internationale « 6 heures à roller ».
- Exposition « Art et artisanat » : en septembre.
- Vide-atelier zone d’activités Hœnheim-Bischheim : fin septembre, l’association Actipôle qui regroupe et représente les entreprises de la zone d’activités Hœnheim-Bischheim organise un « Vide-atelier » (mobilier bureau, éléments de stockage, outillage).
- Exposition d'aviculture : en octobre.
- Marché de Noël : au mois de décembre.

### Santé
- 3 pharmacies
- 10 médecins généralistes
- 1 cabinet de médecins du travail
- 2 médecins homéopathes
- 1 médecin angiologue, médecine vasculaire
- 1 médecin acupuncteur
- 1 pédiatres
- 4 cabinets de dentistes
- 6 cabinets de kinésithérapeutes
- Résidence de la Grossmatt pour le bien-être des personnes handicapées gérée par l'ADAPEI
- 1 EHPAD "Les Messanges" géré par l'ABRAPA
- 1 maison de retraite inter-communale de Hœnheim-Souffelweyersheim "Les Colombes"
- 1 résidence sociale pour personnes âgées gérée par le bailleur social Opus 67

### Sports
Un Centre Omnisports est opérationnel depuis 1989 et ses installations profitent essentiellement aux associations locales. Ce centre est composé de plusieurs structures.
Une salle des Sports construite en 1986, d'une surface de 1 625 m2 pouvant accueillir 100 personnes, permet la pratique de nombreux sports collectifs ou individuels (handball, basket-ball, football en salle, volley-ball, football sur table…).
Une salle spécialisée de gymnastique, opérationnelle depuis octobre 2005, permettant la pratique quotidienne de la gymnastique et l’accueil de compétitions.
Un terrain de football pour les rencontres, complété de deux terrains pour l'entraînement, d’un club-house ainsi que de vestiaires et d’installations sanitaires.
Trois courts de tennis, dont un couvert, avec club-house.
Le gymnase du Centre construit en 1972 est constitué d’un plateau multisports (handball, basket ou gymnastique) de 800 m2 avec des gradins pouvant accueillir 200 personnes, ainsi que de salles spécifiques (dojo, salle de lutte, salle de billard). La construction en 2016 d'un club-house complète l'offre.
Un city stade créé en 2002 et ouvert à tous pour la pratique du sport : basket, football...
La salle des fêtes construite en 1971, qui comprend une salle de 444 m2, une scène équipée de 84 m2 et un restaurant de 127 m2, permet les rencontres et réunions des associations sportives de Hœnheim.

### Cultes
La commune dispose de deux cimetières (l'ancien dans le centre-ville et le nouveau), d'une paroisse catholique, paroisse Saint-Joseph au sein de la communauté de paroisses des ponts de l'alliance, et d'une paroisse protestante.

## Économie

### Revenus de la population et fiscalité
En 2011, le revenu fiscal médian par ménage était de 31 614 €, ce qui plaçait Hœnheim au 13 042e rang parmi les 31 886 communes de plus de 49 ménages en métropole.
En 2011, 31,1 % des foyers fiscaux n'étaient pas imposables.

### Emploi
En 2009, la population âgée de 15 à 64 ans s'élevait à 6 801 personnes, parmi lesquelles on comptait 72,7 % d'actifs dont 65,5 % ayant un emploi et 7,2 % de chômeurs.
On comptait 2 481 emplois dans la zone d'emploi, contre 2 014 en 1999. Le nombre d'actifs ayant un emploi résidant dans la zone d'emploi étant de 4 501, l'indicateur de concentration d'emploi est de 55,1 %, ce qui signifie que la zone d'emploi offre un peu plus d'un emploi pour deux habitants actifs

### Entreprises et commerces
Au 31 décembre 2010, Hœnheim comptait 592 établissements : 26 dans l'industrie, 72 dans la construction, 412 dans le commerce-transports-services divers, dont 135 dans le commerce, réparation auto et 82 étaient relatifs au secteur administratif.
En 2011, 60 entreprises ont été créées, dont 35 par des autoentrepreneurs.

## Culture locale et patrimoine

### Lieux et monuments

#### Lieux et monuments remarquables
La commune compte un monument inscrit à l'inventaire des monuments historiques et aucun lieu ou monument répertorié à l'inventaire général du patrimoine culturel. Par ailleurs, elle compte deux objets inscrits à l'inventaire des monuments historiques et aucun objet répertorié à l'inventaire général du patrimoine culturel :
- la maison d'habitation juive, dont les façades et les toitures sont inscrites en totalité depuis le 16 juillet 1987 ; de même qu'à l'intérieur : le bain rituel juif et l'escalier à balustres en bois[44]. Cette belle demeure à pan de bois aurait été construite vers 1735-1740 pour Moïse Blum, qui avait le titre de Préposé Général à la nation juive en Alsace. La restauration de l'édifice a débuté fin 1989 et a duré plus de dix mois[45] ; en réalité, synagogue répertoriée depuis 1843 et rénovée en 1865 mais la communauté juive s'est éteinte à la moitié du XIXe siècle ;
- le monument funéraire du prêteur royal Jean-Baptiste Klinglin et de son épouse Marie-Anne Françoise Weinemer, daté de 1721, est inscrit depuis le 17 décembre 1998[46] ;
- la dalle funéraire de Maria Elisabeth von Uttenheim née von Degenfeld, daté de 1626, est inscrite depuis le 17 décembre 1998[47].

#### Autres lieux et monuments

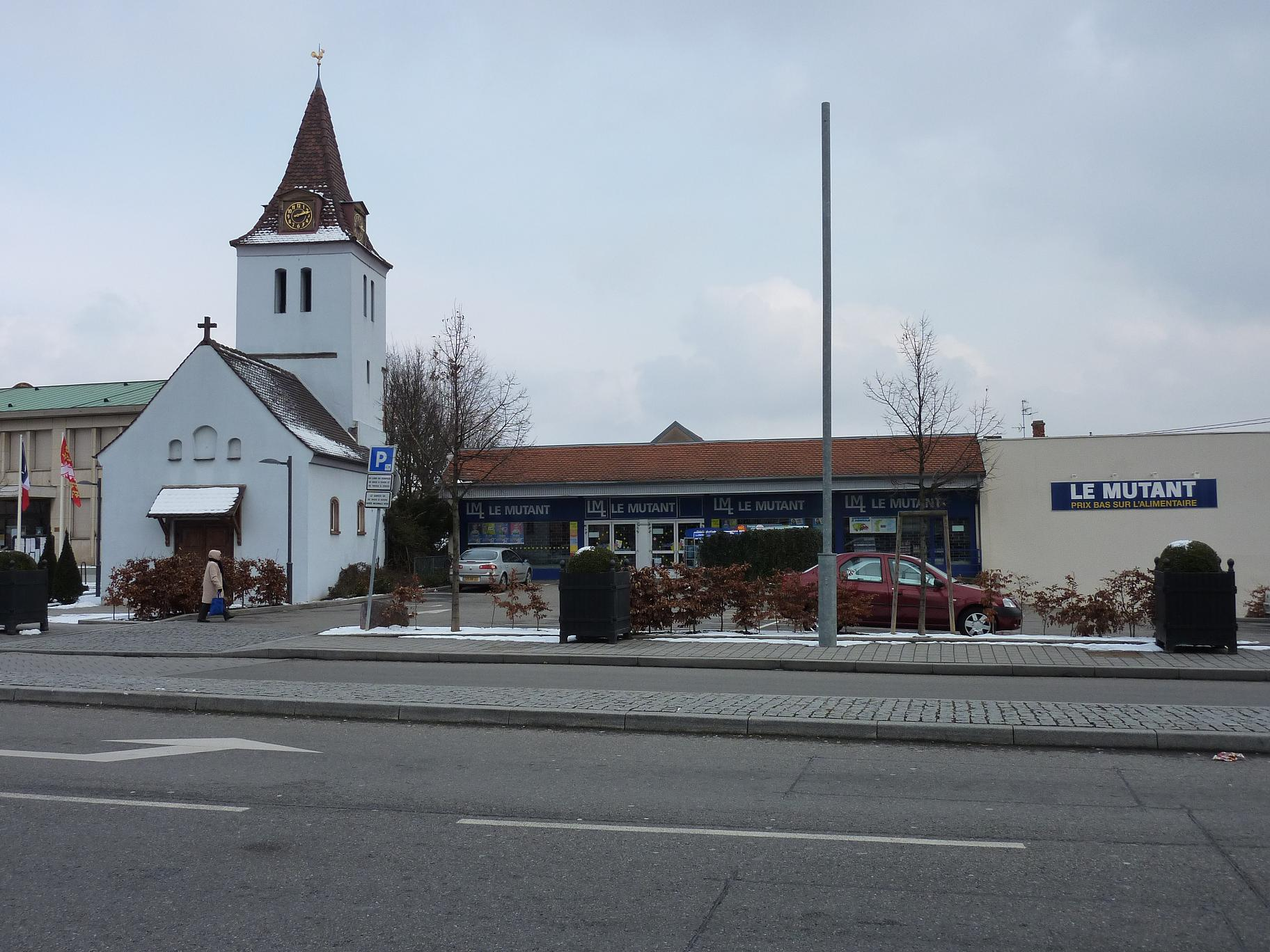
Chapelle Saint-Jean.

La chapelle Saint-Jean, située à côté de l'hôtel de ville, dont les fondations datent du XIIe siècle, est de style gothique tardif. Cette chapelle a été construite au centre du village. Sa tour carrée à trois étages, percée au dernier étage d'ouïes germinées, abrite le chœur orienté selon la coutume vers l'est. Comme beaucoup d'édifices religieux, la chapelle fut victime des troubles de la Révolution française. Elle a été restaurée en 1938-1939 pour être utilisée par la paroisse protestante. L'effondrement de la façade en 1969 a nécessité une reconstruction entière du bâtiment.
La gare du terminus du tramway, construite sur les plans de l'architecte Zaha Hadid a été inaugurée en 2001. Pour le design de la gare, du terminus du tramway et du stationnement incitatif de 700 places, les services de l'architecte Zaha Hadid furent mis à contribution. Le concept est une superposition de vecteurs représentant les déplacements des trams, trains, voitures et piétons. L'orientation des 700 espaces de stationnement délimités par des lignes blanches et le mouvement des voitures contribuant à recréer l'effet d'un champ magnétique. Ce projet a été l'objet d'une mention spéciale au Prix de l'Équerre d'argent de 2001 et a reçu le Prix de l'Union européenne pour l'architecture contemporaine Mies van der Rohe 2003.

#### Sites archéologiques
L’existence de sites archéologiques est particulièrement signalée sur le territoire de la Hœnheim pour les périodes du Néolithique (fosses avec poteries, meule et plats), de l'âge du fer (cimetière avec urne et squelette hallstattien et poteries avec déchets culinaires), de la période romaine (voie romaine de la Route de Brumath) et du Moyen Âge (cimetière avec sarcophages du Haut Moyen Âge).

### Personnalités liées à la commune
- Paul Laurent Vibert (1912-1970), Compagnon de la Libération.
- Émile Friess, international français de football, né en 1901 à Hœnheim.

### Héraldique
| Blason de Hœnheim | Blason  | D'or aux trois corbeaux de sable. |
| Blason de Hœnheim | Détails | Les trois corbeaux noirs proviennent de la légende du moine Benoît de Nursie, père de la règle monastique des bénédictins. Saint Benoît vécut retiré dans une grotte inhospitalière et partagea sa nourriture d'ermite avec un corbeau qui venait chaque jour lui rendre visite. Un prêtre jaloux lui envoya du pain empoisonné. Il le donna au corbeau en lui disant de le jeter dans un lieu inaccessible aux hommes. Le corbeau était alors symbole de serviabilité, d'intelligence et de fidélité. |

## Pour approfondir